# Piana dni
Piana dni (w pierwszym polskim wydaniu jako Piana złudzeń) (fr. L'Écume des Jours) – powieść fantastyczna Borisa Viana (polski przekład Marek Puszczewicz) wydana w 1947 roku. Książka zajęła 10 miejsce na liście 100 książek XX wieku według „Le Monde”.

## Fabuła
Główny bohater, Colin, jest młodym bogatym mężczyzną, który ma służącego Nicolasa, a także ciekawy pomysł – "pianocktail" (pianino, które po naciśnięciu klawisza tworzy drink). Colin spotyka Chloe i bardzo szybko pobierają się podczas dużej uroczystości. Później przekazuje ćwierć swojego majątku swoim znajomym Chickowi i Alise, dzięki czemu także mogą się pobrać.

## Bohaterowie
- Colin – bogaty mężczyzna
- Nicholas – służący Colina, ma wysoki status społeczny
- Chloe – narzeczona Colina
- Chick – najbliższy przyjaciel Colina, staje się zależny od pieniędzy Colina
- Alise – dziewczyna Chicka, inspiracja Colina do zakochania się w Chloe

## Adaptacje
W roku 1968 powstała pierwsza adaptacja filmowa. Rosyjski kompozytor Edison Denisow stworzył operę na podstawie książki w roku 1981.
Najnowsza adaptacja filmowa powstała w 2013 roku, wyreżyserował ją Michel Gondry, w Polsce rozpowszechniana pod tytułem Dziewczyna z lilią.